# Гордан Видович
Гордан Видович (босн. Gordan Vidović, нар. 23 червня 1968, Сараєво) — боснійський та бельгійський футболіст, що грав на позиції захисника.
Виступав, зокрема, за клуб «Мускрон», а також національну збірну Бельгії.

## Клубна кар'єра
У дорослому футболі дебютував 1989 року виступами за команду клубу «Желєзнічар», в якій провів два сезони. 
Згодом з 1992 по 1995 рік грав у складі команд клубів «Санкт-Галлен», «Тінен» та «Каппеллен».
У 1995 році перейшов до клубу «Мускрон», за який відіграв 8 сезонів. Більшість часу, проведеного у складі «Мускрона», був основним гравцем захисту команди. Завершив професійну кар'єру футболіста виступами за команду «Мускрон» у 2003 році.

## Виступи за збірну
Попередньо прийнявши бельгійське громадянство, у 1997 році дебютував в офіційних матчах у складі національної збірної Бельгії. Протягом кар'єри у національній команді, яка тривала усього 3 роки, провів у формі головної команди країни 16 матчів.
У складі збірної був учасником чемпіонату світу 1998 року у Франції.